# Asmahan
Amal al-Atrash (àrab: آمال الأطرش, Āmāl al-Aṭrax), més coneguda pel seu nom artístic Asmahan (àrab: أسمهان, Asmahān) (un vaixell entre Esmirna i Beirut, 25 de novembre de 1912 - Mansura, 14 de juliol de 1944), va ser una cantant i actriu sirio-egípcia.
Criada a Síria, a l'edat de tres anys la seva família va emigrar a Egipte. Allà va començar, de ben joveneta, una carrera artística com a cantant i actriu, interpretant cançons dels grans compositors del moment, com ara Mohamed El Qasabgi, Zakariyya Ahmad, Mohammed Abdel Wahab o el seu germà Farid al-Atrash. La seva veu va ser una de les poques veus femenines del món de la música àrab que va suposar una competència seriosa per a Umm Kulthum, considerada una de les cantants més distingides del món àrab del segle xx. La seva misteriosa mort en un accident d'automòbil va sorprendre tothom. En vida, la premsa va difondre xafarderies sobre la seva vida personal turbulenta i sobre un suposat paper d'espionatge durant la Segona Guerra Mundial.

## Primers anys de vida
Asmahan era filla de Fahd al-Atrash, un drus sirià de Suwayda, i d'Alia al-Mundhir, una drusa libanesa de Hasbaya. El seu pare provenia del clan drus al-Atrash, conegut a Síria pel seu paper en la lluita contra l'ocupació francesa.
Segons sembla, el pare d'Asmahan va exercir com a governador del districte de Demirci, a Turquia, durant els últims dies de l'Imperi Otomà. El 1912 hauria fugit del seu càrrec amb els fills i la seva dona embarassada. El 25 de novembre de 1912, la família es va embarcar en un vaixell d'Esmirna a Beirut, i Asmahan va néixer-hi a bord. Va ser anomenada «Amal», que significa ‘esperança’. Després que els francesos arribessin al poder, la família va tornar a la Muntanya Drusa.
Després de l'incident d'Adham Khanjar, el 1922, la casa d'al-Atrash a al-Qrayya (una ciutat de la Djebel al-Druze) va ser bombardejada per les forces franceses. Alia va fugir amb els seus fills a Damasc i, malgrat les ordres de Fahd, es va negar a tornar. Més tard, Asmahan va recordar els seus anys d'infància al Djebel al-Druze com «lliures de res veritablement dolent». Alia i els tres nens van viatjar a Beirut, però, després de descobrir que els francesos els buscaven allà, es van dirigir a Haifa, a Palestina, i d'allà van viatjar a Egipte, on Alia va demanar asil polític per a ella i els seus tres nens. Més tard, el 1926. el govern egipci els va concedir el dret d'asil polític i es van naturalitzar com a ciutadans egipcis.

### Immigració a Egipte

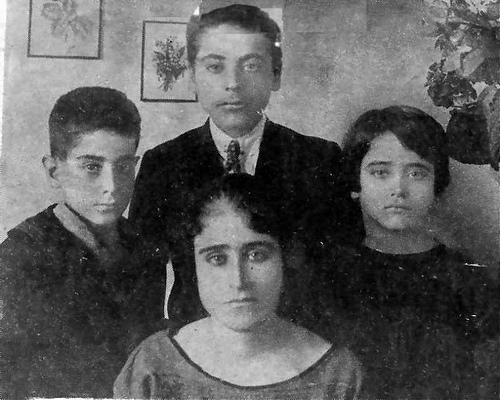
Alia i els seus fills després de l'arribada a Egipte

Alia va optar per emigrar al Caire perquè sabia que el primer ministre nacionalista d'Egipte, Saad Zaghloul, i el parent del seu marit, Sultan al-Atrash, mantenien contactes polítics. Segons els relats familiars, a Alia se li va permetre entrar a Egipte sota el patrocini directe de Saad Zaghloul. De fet, hi havia molts més sirians i libanesos residint a Egipte, en aquell moment.
Asmahan i la seva família van viure primer en un apartament en una zona humil del Caire. La seva mare feia la bugada i la costura per mantenir la família. Tenia una veu excel·lent, sabia tocar l'ud, cantava a les festes i feia algunes gravacions. Asmahan i els seus germans van assistir a una escola catòlica francesa. Per tal de rebre exempcions per l'elevat cost de la matrícula, Alia els va registrar amb l'àlies Kusah (que significa ‘carabassó’) en lloc d'intentar convèncer els administratius de l'escola que els membres de la rica família al-Atrash eren, de fet, indigentes. Alia va rebre un estipendi mensual d'un benefactor secret que es rumorejava que era el «Baró» Crane (de la Comissió King-Crane), segons un periodista egipci. Això li va permetre cobrir els costos de la matrícula de l'escola dels seus fills i llogar un apartament més bonic al carrer Habib Shalabi.

## Carrera

### Debut musical
El talent vocal d'Amal va ser descobert a una edat primerenca. Una vegada, quan el seu germà Farid va rebre a casa seva un dels compositors més famosos d'Egipte, Dawood Hosni, aquest la va sentir cantar a la seva habitació i va insistir a veure-la immediatament. Aleshores li va demanar que tornés a cantar. Va quedar molt impressionat per l'actuació i li va suggerir el nom artístic d'Asmahan. Amal va començar a utilitzar aquest nom.
Asmahan va saltar a la fama ràpidament: no tenia ni catorze (o disset, ja que la seva data de naixement es discuteix) quan va ser presentada al públic en un concert a la prestigiosa Òpera del Caire. Va cantar i gravar cançons compostes per Farid Ghosn, Dawood Hosni, Mohamed El Qasabgi i Zakariyya Ahmad. Als catorze anys, Asmahan va ser convidada per una discogràfica egípcia per fer el seu primer àlbum, amb la seva primera cançó «Ya Nar Fouadi», de Farid Ghosn.
Diversos professors la van formar vocalment i musical. Hosni es va oferir voluntari per instruir a Asmahan sobre com tocar l'ud. El Qasabgi comentà, però, el nivell madur de la seva lectura visual i la seva musicalitat quan va interpretar peces seves, alguns anys més tard. Tanmateix, els seus germans volien que es casés i tornés a Síria. El seu cosí, Hassan al-Atrash va viatjar a Egipte, per acompanyar un altre cosí que estava interessat en Asmahan, però un cop Hassan, que ja s'havia casat cinc vegades, va veure Asmahan, la va requerir i ella va tornar a Síria durant almenys quatre anys, interrompent la seva carrera musical.

### La influència d'Egipte
Com que Asmahan cantava a Egipte, les lletres de les seves cançons estaven escrites en àrab clàssic i en àrab egipci, però també cantava en el dialecte llevantí. Es deia que Asmahan havia replicat, de forma elegant, cançons d'Umm Kulthum. Quan se li va demanar que cantés sobre el patriotisme cultural i l'amor, va cantar sobre Egipte. Atès que els cantants i els estudis de gravació depenien de les elits, Asmahan va haver de cantar cançons sobre temes nacionalistes edificants o en lloança de la família reial egípcia. Al començament de la seva carrera va cantar a la Sala Masriyya, un nightclub propietat de Mary Mansour.
El germà gran d'Asmahan, Fuad, i altres parents drusos consideraven que una carrera com a cantant i actriu era una vergonya, en una noia. Per a ells, culturalment, «Egipte estava a una distància planetària dels petits pobles dels drusos», per la qual cosa als seus familiars els va ser difícil acceptar la integració d'Asmahan a l'heterogènia escena social egípcia. Les divisions clarament definides, segons criteris religiosos, del camp sirià no funcionaven, a Egipte. Durant el període en què es va casar amb el seu cosí Hassan, i més tard el 1941, quan es va tornar a casar amb ell, la seva carrera musical es va aturar. Quan el matrimoni es va trencar per primera vegada, va tornar a Egipte immediatament, fins i tot abans d'haver obtingut el certificat de divorci. Amb el seu retorn a Egipte i en reprendre la carrera de cantant, va acabar per repudiar la «respectabilitat» en aparèixer a la pantalla, la qual cosa va enfurismar tant els seus familiars com la societat drusa siriana —una mica abans la seva veu havia aparegut a la pel·lícula Majnun Layla, però no ella en persona. Quan la seva primera pel·lícula, Intisar al-shabab, es va estrenar a Síria, un jove drus va disparar a la pantalla quan va aparèixer el personatge interpretat per Asmahan. Asmahan, binacional o, en el llenguatge de l'època, transnacional, s'havia convertit en «una sofisticada estrangera per als joves drusos del Djebel».

## Vida personal

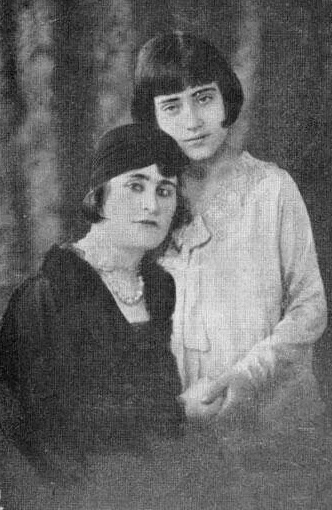
Asmahan amb la seva mare 'Alia al-Mundhir

El 1933, el cosí d'Asmahan, Hassan al-Atrash, va anar al Caire i va proposar-li matrimoni, amb la condició que Asmahan abandonés la seva carrera musical. Asmahan ho va acceptar amb tres condicions: que visquessin a Damasc en comptes de viure a Djebel al-Druze, que passessin l'hivern al Caire, i que mai no hagués de dur el hijab tradicional. Es van casar i es van traslladar primer a Ira, a Síria, on els al-Atrash tenien una gran casa, i després van construir la seva pròpia casa a Suwayda. Asmahan va donar a llum la seva filla, Kamellia. Finalment, Asmahan va trobar a faltar la seva carrera i la seva vida al Caire i el 1939 ella i Hassan es van divorciar. En el seu enfrontament final amb el seu cosí a l'hotel Mena House de Guiza, Asmahan li va dir: «Vaig sacrificar per tu la independència i la llibertat, ho vaig fer. Però jo he estat creada per a un altre propòsit. Prefereixo l'obra de Farid i l'obra d'Umm Kulthum i l'art». Asmahan va tornar al Caire i va reprendre la seva carrera de cantant, al mateix temps que contreia matrimoni, breument, amb el director egipci Ahmed Badrakhan.
El 1941, va tornar a Síria en un viatge dramàtic i secret sota els auspicis dels britànics. Hassan va acceptar reunir-se amb ella i va aprofitar l'ocasió per suplicar-li amb èxit que es tornés a casar amb ell. Durant el temps que van estar casats, ella va intentar suïcidar-se dues vegades. Els tabloides de l'època van suggerir que ho havia fet per obtenir un segon divorci de Hassan; tanmateix, sembla que ell hi estava d'acord a causa de les visites d'Asmahan a l'hotel King David de Jerusalem, que havien generat rumors sobre el seu comportament i sobre les seves despeses excessives.
Tot seguit va prendre de nou marit, el director egipci Ahmed Salem, el seu tercer i darrer espòs. Suposadament va contraure matrimoni per facilitar el seu retorn a Egipte per imposicions de les autoritats governamentals.
Aquell mateix any 1941, Asmahan va conèixer Mohammed Abdel Wahab, el cantant i compositor més distingit d'Egipte, i va protagonitzar amb ell la seva opereta Magnun Layla (‘Enamorat de Layla’). Abdel Wahab la va presentar al periodista Mohamed El-Tabii, que suggereix que estava enamorada d'ell, tot i que el to dels seus escrits indica més aviat que era ell qui n'estava enamorat. El-Tabii també suggereix que en aquella època mantenia relacions amb el camerlenc reial Ahmed Pasha Hassanein, però podria tractar-se d'una exageració. Els seus germans, Fuad i Farid, ja no podien controlar els seus moviments. El seu germà era un jugador conegut; ella i els seus amics també festejaven, fumaven, bevien i jugaven. Es va posar molt malalta durant un període, però les gravacions mostren que la seva veu no va patir.
Asmahan estava orgullosa dels seus antecedents familiars, i sempre va mencionar el seu pare i el seu cosí, Sultan al-Atrash, per aclarir la seva ascendència. Una vegada li va dir a El-Tabii, després que aquest la menystingués: «No ho facis, saps qui soc? Soc filla de Fahd al-Atrash i cosina del príncep dels al-Atrash i heroi revolucionari drus Sultan al-Atrash.» Tot i que Asmahan es referia a Hassan com a «fill del meu oncle», no eren cosins germans, sinó cosins segons.

## Característiques vocals

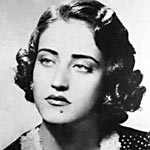
Asmahan

Asmahan disposa d'un ampli registre vocal que li permetia cantar tant de contralt com de mezzosoprano dramàtica (com es pot apreciar en la seva interpretació de «يا طيور», ‘Oh, ocells', on arriba a un La alt amb facilitat i brio). La veu d'Asmahan s'ha comparat amb les de Fairuz i Sabah. Tanmateix, la seva tècnica inicialment no procedia de l'adopció de la tècnica del bel canto italià, que s'introduiria posteriorment, a la música àrab, sinó de les diferents tècniques tradicionals que a l'època s'empraven en el cant àrab, que incloïen tant l'ús de la ressonància nasal com la del pit.
La veu d'Asmahan era potent, però també àgil. En general, cantava al registre del pit, però podia utilitzar el registre del cap i cantar amb un to molt controlat. No és incorrecte dir que va ser la primera o una de les primeres cantants àrabs a utilitzar la tècnica occidental clàssica, a més, molt pocs intèrprets són capaços d'alternar dos estils diferents d'interpretació i tècnica en una cançó (occidental i àrab).

## Paper en la Segona Guerra Mundial
L'any 1941, en plena Segona Guerra Mundial, Asmahan va tornar a Síria, llavors sota el domini de la França de Vichy, a petició dels britànics i dels francesos lliures. Estava en una missió secreta per notificar als drusos del Djebel al-Druze que les forces britàniques i franceses lliures començarien a envair Síria per la seva regió, i per convèncer-los que no s'hi oposessin. Els britànics i els francesos lliures havien promès la independència de Síria i el Líban a tots els habitants en la data de la invasió. En general els drusos hi van estar d'acord, tot i que alguns grups no van rebre les notícies a temps i es van oposar a les forces invasores. Després que els aliats asseguressin Síria, durant la campanya Síria-Líban, el general Charles de Gaulle va visitar Síria. Quan els aliats no van complir la seva promesa de concedir la independència de Síria, Asmahan va intentar contactar amb els nazis a Turquia, però va ser aturada a la frontera i enviada al Líban. També és possible que Asmahan necessités diners, perquè el seu marit li havia tallat la manutenció, de manera que potser havia intentat arribar als alemanys simplement per obtenir fons.
Asmahan va explicar a Mohamed El-Tabii que havia de rebre la suma de 40.000 lliures dels britànics pels seus serveis als aliats. El representant del general Charles de Gaulle al Caire era el general Georges Catroux. El delegat de Catroux a Damasc, el coronel Collet, va declarar que els britànics van pagar a Asmahan (i a altres drusos, en presència seva) i que la van enviar la Muntanya Drusa per assegurar-se el suport dels drusos abans de la invasió dels aliats. La mateixa informació és confirmada per Edward Spears a les seves memòries.

## Mort
El 14 de juliol de 1944, el cotxe que duia Asmahan i una amiga, arie Qelada, es va estavellar i va caure en un canal al costat de la carretera, després que el conductor pen erdés el control prop de la ciutat de Mansoura, a Egipte. El cotxe era un model de dues portes i elles estaven assegudes al seient del darrere. Se suposa que van quedar inconscients i que posteriorment es van ofegar. El conductor, però, va aconseguir fugir.
Aquestes circumstàncies van donar lloc a moltes sospites, rumors i teories de la conspiració. La intel·ligència britànica, per exemple, després que circulessin molts informes que afirmaven que havia estat treballant per a ells, va ser acusada d'haver-se desfet d'ella després d'haver intentat reunir-se amb agents alemanys. La Gestapo alemanya també va ser acusada d'assassinar-la per l'ajuda que havia donat als britànics. També es va comentar que s'havia barallat fortament amb el seu marit i que l'honor de la seva família s'havia vist embrutat per nombrosos rumors.
Asmahan va ser enterrada a Egipte, d'acord amb els seus desitjos, a la plana de Fustat, al Caire, un espai que ella i el seu germà Farid, juntament amb el cantant Abdel Halim. Hafez, havien restaurat per tornar-li part de la seva antiga glòria. Anys més tard, els seus dos germans, Fouad i Farid, serien enterrats al seu costat.

## Llegat
Egyptian Media Production City i un inversor privat van produir conjuntament una sèrie de televisió que presentava la vida i mort d'Asmahan. La sèrie, en àrab, es va estrenar durant el mes de ramadà de 2008. Asmahan va ser interpretada per l'actriu siriana Sulaf Fawakherji.
El 25 de novembre de 2015, Google va celebrar el 103è aniversari d'Asmahan amb un doodle de Google.

## Filmografia
- انتصار الشباب, Intiṣār ax-xabāb, ‘El triomf de la joventut’, dirigida per Ahmed Badrakhan, protagonitzada amb Farid al-Atrash (1941)
- غرام وانتقام, Ḡarām wa-intiqām, ‘Amor i venjança’, dirigida per Youssef Wahbi, protagonitzada amb Youssef Wahbi (1944)

## Cançons
Asmahan va interpretar poemes musicats per molts compositors, entre els quals destaquen Mohammed Abdel Wahab, Riad Al Sunbati, Mohammed El Qasabgi, el seu germà Farid al-Atrash, o el seu descobridor i contractista, Daoud Hosni. Tanmateix, les seves cançons més famoses foren escrites sobretot pel seu germà Farid i per Muhammad Al-Qasabji. De la mateixa manera, també els poemes musicats eren de poetes molt diversos, entre els quals es poden destacar Ahmed Rami, Youssef Badros, Béchara al Khoury «al-Akhtal as-Saghir», Mamoun Chennaoui, Badie Khayri i Bayrem Ettounsi.
Tot i que va tenir una carrera breu, resulta molt difícil fer un llistat de totes les cançons interpretades per Asmahan, sovint conegudes o popularitzades per més d'un nom. En aquesta llista s'han intentat recollir totes, tot i que podria ser que alguna hi aparegui repetida amb noms diferents.
| Títol                                                                    | Traducció en català                                                  | Autor de la lletra               | Compositor                            | Any  | Observacions                               |
| ------------------------------------------------------------------------ | -------------------------------------------------------------------- | -------------------------------- | ------------------------------------- | ---- | ------------------------------------------ |
| عاهدني يا قلبي, ʿĀhed-nī ya albī                                         | ‘Promet-m'ho, cor meu’                                               | Mahmoud Ismail                   | Zakariyya Ahmad                       | 1931 |                                            |
| عذابي في هواك, ʿAḏābī fī hawāk                                           | ‘El meu turment és en el teu cor’                                    | Ahmed al-Murshidi o Ahmed Roshdi | Zakariyya Ahmad                       | 1938 |                                            |
| هديتك قلبي, Hadaytak albī                                                | ‘Et vaig donar el meu cor’                                           |                                  | Zakariyya Ahmad                       |      |                                            |
| غير مجدٍ في ملّتي واعتقادي, Ḡayr magd fī millatī wa-iʿtiqādī               | ‘És inútil en la meva religió i creença’                             | Abu-l-Alà al-Maarrí              | Zakariyya Ahmad                       |      |                                            |
| يا نار فؤادي, Yā nār fuʾādī                                              | ‘Oh foc del meu cor’                                                 | Youssef Badros                   | Farid Ghosn                           | 1937 |                                            |
| دخلت مرة في جنينة, Daẖalta marra fī ginīna                               | ‘Una vegada vaig entrar a un jardí’                                  | Abdelaziz Sallam                 | Medhat Assim                          | 1940 |                                            |
| يا حبيبي تعالى, Yā ḥabībī taʿālà                                         | ‘Oh estimat meu, vine’                                               | Medhat Assim o Ahmed Galal       | Farid al-Atrash o Medhat Assim        | 1940 |                                            |
| محلاها عيشة الفلاح, Maḥlā-hā ʿīxet al-fallāḥ                             | ‘El seu lloc és la vida de pagès'                                    | Bayrem Ettounsi                  | Mohammed Abdel Wahab                  | 1939 | Banda sonora de la pel·lícula Un dia feliç |
| مجنون ليلى, Magnūn Laylà                                                 | ‘Majnun Layla’                                                       | Ahmad Sawqi                      | Mohammed Abdel Wahab                  | 1939 | Banda sonora de la pel·lícula Un dia feliç |
| يا لعينيك, Yā li-ʿaynayk                                                 | ‘Oh, els teus ulls!’                                                 | Ahmed Fathi                      | Riad Al Sunbati                       | 1943 |                                            |
| أقرطبة الغراء, A-Qurṭuba al-ḡarāʾ                                        | ‘Còrdova la desitjada’                                               | Ibn Zaydun                       | Riad Al Sunbati                       |      |                                            |
| الدنيا, Ad-dunya                                                         | ‘El món’                                                             | Said Abdouh                      | Riad Al Sunbati                       |      |                                            |
| يا طيور, Yā ṭoyūr                                                        | ‘Oh, ocells'                                                         | Youssef Badros                   | Mohammed El Qasabgi                   | 1941 | Maqam: Nahawand                            |
| اسقنيها, Isqinī-hā                                                       | ‘Regueu-la’                                                          | Béchara al Khoury                | Mohammed El Qasabgi                   | 1940 | Maqam: Rast Sazkar                         |
| ليت للبرّاق عيناً, Layta li-l-Barrāq ʿaynan                                | ‘Tant de bo al-Barraq tingués ulls'                                  | Layla al-Afifa                   | Mohammed El Qasabgi                   | 1938 | Maqam: Rost                                |
| كلمة يا نور العيون, Kelma yā nūr al-ʿuyūn                                | ‘Una paraula, oh llum dels ulls'                                     | Youssef Badros                   | Mohammed El Qasabgi                   | 1933 |                                            |
| فرق ما بينا الزمان, Farraq ma bīnnā az-zamān                             | ‘La diferència entre nosaltres és el temps'                          | Ali Soukri                       | Mohammed El Qasabgi                   | 1944 |                                            |
| كنت الأماني, Konti al-amānī                                              | ‘Has estat la meva esperança’                                        | Youssef Badros                   | Mohammed El Qasabgi                   | 1933 |                                            |
| هل تيم البان, Hal tayyam al-bān                                          | ‘Ha embogit d'amor l'arbre de la nou moscada’                        | Ahmad Sawqi                      | Mohammed El Qasabgi                   | 1942 |                                            |
| أين الليالي, Ayna al-layālī                                              | ‘On són les nits?’                                                   | Ahmed Rami                       | Mohammed El Qasabgi                   | 1937 |                                            |
| ياللي بحبك بنيت الأمـاني, Yāllī ba-ḥubbak banit al-amānī                 | ‘Oh, t'estimo, he fet realitat els desitjos'                         | Youssef Badros                   | Mohammed El Qasabgi                   | 1934 |                                            |
| نويت إداري آلامي, Nawayt idārī ālāmī                                     | ‘Volia controlar el meu dolor’                                       | Youssef Badros                   | Farid al-Atrash                       | 1937 |                                            |
| عليك صلاة الله وسلامه, ʿAlayk ṣalāt Allāh wa-salāmu-h                    | ‘Amb tu siguin les oracions i la pau de Déu’                         | Badie Fakhri                     | Farid al-Atrash                       | 1943 | Maqam: Bayati                              |
| ياللي هواك, Yāllī hawāk                                                  | ‘El teu amor és'                                                     | Ahmed Rami                       | Farid al-Atrash                       | 1941 | De la pel·lícula El triomf de la joventut  |
| كان لي أمل, Kān lī amal                                                  | ‘Tenia esperança’                                                    | Ahmed Rami                       | Farid al-Atrash                       | 1941 | De la pel·lícula El triomf de la joventut  |
| إيدي ف إيدك, Īdī fī īda-k                                                | ‘La meva mà és a la teva mà’                                         | Bayrem Ettounsi                  | Farid al-Atrash                       | 1941 | De la pel·lícula El triomf de la joventut  |
| الشمس غابت أنوارها, Ax-xams ḡābat anwār-hā                               | ‘El sol ha perdut la seva llum’                                      | Ahmed Rami                       | Farid al-Atrash                       | 1941 | De la pel·lícula El triomf de la joventut  |
| انتصار الشباب, Intiṣār ax-xabāb                                          | ‘El triomf de la joventut’                                           | Youssef Badros                   | Farid al-Atrash                       |      | De la pel·lícula El triomf de la joventut  |
| يا ليالي البشر, Yā layālī al-bixr                                        | ‘Oh nits d'alegria’                                                  | Youssef Badros                   | Farid al-Atrash                       | 1941 | De la pel·lícula El triomf de la joventut  |
| يا بدع الورد يا جمال الورد, Yā badʿ al-ward, yā jamāl al-ward            | ‘Oh la novetat de les roses, oh la bellesa de les roses'             | Hilmi al-Hakim                   | Farid al-Atrash                       | 1941 | De la pel·lícula El triomf de la joventut  |
| أوبريت الختام (انتصار الشباب), Ūbirīt al-ẖitām                           | ‘Opereta de cloenda’                                                 | Ahmed Rami                       | Farid al-Atrash                       | 1941 | De la pel·lícula El triomf de la joventut  |
| ليالي الأنس في فيينا, Layālī al-ons fī-Fiyīnnā                           | ‘Nits de simpatia a Viena’                                           | Ahmed Rami                       | Farid al-Atrash                       |      | De la pel·lícula Amor i venjança           |
| أنا أهوى, Anā ahwà                                                       | ‘M'encanta’                                                          | Mamoun Chennaoui                 | Farid al-Atrash                       | 1944 | De la pel·lícula Amor i venjança           |
| يا ديرتي, Yā dīratī                                                      | ‘Oh, estimat meu’                                                    | Ali al-Khayyat o Zayd al-Atrash  | Farid al-Atrash                       | 1944 | De la pel·lícula Amor i venjança           |
| أيها النائم, Ayyuhā an-nāʾim                                             | ‘Oh, el que dorm’                                                    | Ahmed Rami                       | Riad Al Sunbati                       | 1944 | De la pel·lícula Amor i venjança           |
| نشيد الأسرة العلوية, Naxīd al-usra al-ʿalawiyya o بنت النيل, Bint an-Nīl | ‘Himne de la família alawí [i.e. de Muhammad Alí]’ o ‘Filla del Nil’ | Ahmed Rami                       | Riad Al Sunbati                       | 1944 | De la pel·lícula Amor i venjança           |
| إمتى حتعرف, Emtà ḥa-tʿaraf?                                              | ‘Quan ho sabràs?’                                                    | Mamoun Chennaoui                 | Mohammed El Qasabgi                   | 1944 | De la pel·lícula Amor i venjança           |
| أنا اللي استاهل, Anā ellī estāhel                                        | ‘Soc qui s'ho mereix’                                                | Youssef Badros                   | Mohammed El Qasabgi                   | 1944 | De la pel·lícula Amor i venjança           |
| رجعت لك يا حبيبي, Regaʿt lak yā ḥabībī                                   | ‘He tornat a tu, amor meu’                                           | Yooussef Badros                  | Farid al-Atrash                       | 1941 |                                            |
| الشروق والغروب, Ax-xorūq wa-l-ḡorūb                                      | ‘L'alba i la posta’                                                  |                                  | Farid al-Atrash                       |      |                                            |
| الليل, Al-layl                                                           | ‘La nit’                                                             |                                  |                                       |      |                                            |
| الدنيا ف إيدي, Ad-dunyā fī īdī                                           | ‘El món és a les meves mans'                                         |                                  |                                       |      |                                            |
| أعمل إيه علشان أنساك, ʿ Amel iyah ʿ alxān ansā-k                         | ‘Què he de fer per oblidar-te?’                                      |                                  |                                       |      |                                            |
| أن بنت الليل, Anna bent al-layl                                          | ‘Aquella noia de la nit’                                             |                                  |                                       |      |                                            |
| حديث عينين, Hadīṯ ʿ aynayn                                               | ‘L'anècdota dels ulls'                                               |                                  |                                       |      |                                            |
| في يوم ما اشوفك, Fi yōm mā axūfa-k                                       | ‘El dia que et veuré’                                                | Ahmed Rami o Youssef Badros      | Farid al-Atrash o Mohammed El Qasabgi | 1934 |                                            |
| يا حبيبي الله, Yā ḥabībī Allāh                                           | ‘Oh Déu meu’                                                         |                                  |                                       |      |                                            |
| اسمع البلبل, Ismaʿ al-bulbul                                             | ‘Escolta el rossinyol’                                               | Youssef Badros                   | Mohammad El Qasabgi                   | 1933 |                                            |
| جمالي محملة, Jmālī maḥmala                                               | ‘La meva bellesa és plena’                                           | antic poema sirià                | Farid al-Atrash                       | 1937 | Maqam: Bayati                              |